# Heinz Putzhammer
Heinz Putzhammer (* 31. März 1941 in Freilassing; † 27. Juni 2006 in Berlin) war ein deutscher Volksschullehrer und von 1998 bis Mai 2006 Mitglied des Geschäftsführenden Bundesvorstandes des Deutschen Gewerkschaftsbundes (DGB). Seit 2001 war er außerdem Mitglied im Nationalen Ethikrat Deutschlands.

## Leben
Heinz Putzhammer absolvierte von 1959 bis 1964 ein Lehramtsstudium in München und begann danach eine Tätigkeit als Volksschullehrer in Bayern (bis 1980). 1968 trat er der Gewerkschaft Erziehung und Wissenschaft bei und wurde dort 1977 zum Vorsitzenden des GEW-Landesverbandes Bayern gewählt. Von 1980 bis 1998 war er Mitglied des geschäftsführenden Vorstandes der Gewerkschaft Erziehung und Wissenschaft und 1997 Stellvertretender Vorsitzender der Gewerkschaft Erziehung und Wissenschaft. 1998 wurde er erstmals Mitglied des Geschäftsführenden Bundesvorstandes des Deutschen Gewerkschaftsbundes und am 28. Mai 2002 durch Wiederwahl bestätigt. Zum 18. Ordentlichen DGB-Bundeskongress vom 22. bis 26. Mai 2006 in Berlin trat er nicht mehr zur Wiederwahl an und konnte aufgrund einer schweren Erkrankung auch nicht mehr am Kongress teilnehmen.

## Mitgliedschaften und Kommissionen
Heinz Putzhammer war 1999 Mitglied des Wirtschafts- und Sozialausschusses der Europäischen Union und 2000 Mitglied der Enquête-Kommission „Globalisierung“ des Deutschen Bundestages. 2001 war er Mitglied im Rat für Nationale Entwicklung und wurde im gleichen Jahr zum Mitglied des Nationalen Ethikrates durch Beschluss des Bundeskabinetts berufen. Ebenfalls 2001 war er Mitglied der Regierungskommission Corporate Governance, Mitglied der Corporate Governance Kodex-Kommission und Mitglied der Unabhängigen Kommission „Zuwanderung“ sowie später Mitglied im Gesprächskreis Ost.